# Aengus (tên riêng)
Aengus là một tên riêng của nam giới trong tiếng Ireland. Nó được tạo ra từ các yếu tố Celt nghĩa là "số một", và "sự chọn lựa". Đây là dạng tiếng Ireland của tên Aonghas, Aonghus trong tiếng Gael Scotland. Ba tên gọi có gốc Gael này được đổi sang dạng Anh hoá như Angus hoặc "Aeneas."
Dạng sớm nhất của tên riêng Angus, và các tên có cùng gốc, xuất hiện trong cuốn Vita Columbae (tiếng Anh: "Life of Columba") của Adomnán như Oinogusius, Oinogussius. Tên gọi này có thể đề cập đến một vị vua của người Pict có tên gọi với nhiều dị bản như Onnust, Hungus. Theo nhà sử học Alex Woolf, dạng tiếng Gael sớm nhất của tên gọi này, Oengus, được mượn từ từ Onuist trong tiếng Pict gốc Anh, xuất hiện trong tiếng Briton như Ungust. Woolf lưu ý rằng những cái tên này đều có gốc từ tên *Oinogustos trong ngôn ngữ Celt. Nhà ngôn ngữ học John Kneen liên hệ nguồn gốc của tên gọi này tới hai yếu tố Celt bằng cách sau: *Oino-gustos, nghĩa là "một-lựa chọn" (one-choice). Woolf cũng cho biết khoảng từ năm 350 đến năm 660 TCN, các phương ngữ Celt quần đảo đã trải qua những thay đổi bao gồm sự biến mất của các âm tiết cuối và các nguyên âm không có trọng âm, khiến cho *Oinogustos bị biến đổi thành: *Oinogustos.

## Những người có tên gọi
- Aengus Finnan, (sinh 1972), nhạc sĩ dân ca Canada
- Aengus Finucane, (1932–2009), nhà truyền giáo Công giáo La Mã của giáo đoàn Các Cha xứ Spiritan
- Aengus Fanning, (1942–2012), nhà báo người Ireland, cựu biên tập viên mảng nông nghiệp của tờ Irish Independent
- Aengus Mac Grianna (sinh 1964), phát thanh viên
- Aengus Ó Snodaigh, (sinh 1964), chính khách người Ireland thuộc đảng Sinn Féin